# 第二次战后派作家
第二次战后派作家（第二次戦後派作家/だいにじせんごはさっか）是对1948年和1949年出现在文坛上的新作家的总称。为了方便起见，我们通常把他们单独归为一代。
这一代的特点是，摒弃战前私小说和心境小说的方法论，积极采用20世纪小说的方法论，创作出许多优秀的长篇小说。在日本现当代文学中，这一代人在海外特别受欢迎（三岛由纪夫、安部公房等均获诺贝尔奖提名），可以说是成熟的西式长篇小说的写作手法第一次在日本扎根的时期。
另一方面，从第一次战后派开始就存在的文学作家积极参与社会问题的想法在这一时期继续存在，战前的那些小说家作为隐士或不可靠学派的追随者的形象已经完全转变了。 这个时代，作为一名理想的文学家应该是一个像安德烈·纪德那样的人物，也就是一个即熟悉西方文学理论、哲学和政治问题，又敢于面对社会现状积极发声，并在一个国家的建设中发挥主导作用的人物。

## 主要作家
- 大冈升平（生于 1909 年）
- 三岛由纪夫（生于 1925 年）
- 安部公房（生于 1924 年）
- 岛尾敏雄（生于 1917 年）
- 堀田善卫（生于 1918 年）
- 井上光晴（1926年出生）
- 长谷川四郎（生于 1909 年）